# Ectopleura integra
Ectopleura integra is een hydroïdpoliep uit de familie Tubulariidae. De poliep komt uit het geslacht Ectopleura. Ectopleura integra werd in 1938 voor het eerst wetenschappelijk beschreven door Fraser. 